# Gunter Gudian
Gunter Gudian (* 3. September 1932 in Berlin; † 17. Juli 1993) war ein deutscher Rechtshistoriker.

## Leben und Wirken
Gudian wurde am 3. September 1932 in Berlin geboren. Er ging dort auch zur Schule und nahm nach dem Abitur im Wintersemester 1951/1952 das Studium der Rechtswissenschaften  an der Freien Universität Berlin auf. Er wechselte 1952 nach Frankfurt am Main an die Johann-Wolfgang-Goethe-Universität. In Hessen legte er 1955 das Erste juristische Examen und 1960 das Zweite juristische Examen ab, beide mit Prädikat. Während seines Referendariats verbrachte Gudian einige Zeit in Paris. Diese Zeit habe ihn nach eigenen Angaben nachhaltig beeinflusst und später dazu gebracht, den Kontakt zu vielen europäischen Universitäten und Akademikern zu suchen. Bereits während der Studienzeit in Frankfurt beschäftigte Gudian sich in den Seminaren von Adalbert Erler mit Schöffensprüchen der mittelalterlichen Schöffengerichte.
Gudian wurde an der rechtswissenschaftlichen Fakultät in Frankfurt bei Adalbert Erler 1960 zum Dr. iur. promoviert mit einer rechtsgeschichtlichen Arbeit, Die Begründung in Schöffensprüchen des 14. und 15. Jahrhunderts.  In dieser Arbeit wertete Gudian alle bis zu diesem Punkt publizierten mittelalterlichen Entscheidungssammlungen aus und versuchte ein allgemeines Prinzip der Abfassung von spätmittelalterlichen Schöffensprüchen herauszuarbeiten. Gudian war auch an der Herausgabe der Urteile des Ingelheimer Oberhofs durch Erler beteiligt und veröffentlichte dazu 1964 seinen ersten größeren Aufsatz in der Zeitschrift der Savigny-Stiftung für Rechtsgeschichte. Im selben Jahr wechselte Gudian vom Lehrstuhl Erlers an das von Helmut Coing geleitete Max-Planck-Institut für Europäische Rechtsgeschichte. Zu seinen Tätigkeiten dort gehörte die Analyse europäischer Verfassungsinstitutionen. 1967 habilitierte er sich mit der von Erler betreuten Arbeit Ingelheimer Recht im 15. Jahrhundert. In dieser umfassenden Arbeit wertete er zahlreiche Urteile des Ingelheimer Oberhofes aus, nicht nur die von Hugo Loersch und Erler publizierten, sondern auch die nur handschriftlich vorliegenden Protokolle. Er widerlegte darin die bisher herrschende Auffassung, dass das vom gelehrten Recht abgelöste deutsche Recht des Mittelalters ein „ungelehrtes und unwissenschaftliches“ Recht gewesen sei. Nach zwei Jahren als Privatdozent wurde er 1969 auf den Lehrstuhl für Deutsche Rechtsgeschichte und Bürgerliches Recht an der Universität zu Köln berufen. Bereits kurz nach Übernahme des Lehrstuhls begann er sich um die Pflege der Kontakte mit der Partneruniversität Clermont-Ferrand zu bemühen, wobei ihm sein ausgedehntes Wissen zur französischen Geschichte und seine fließende Beherrschung des Französischen zugutekamen. Gudian erhielt während seiner Zeit in Köln zwei Rufe, einen nach Salzburg, den er ablehnte, und einen an die Universität Mainz 1974, den er annahm. Er blieb bis zu seinem Tod an dieser Universität; einen Ruf an die FU Berlin lehnte er ab. In Mainz widmete er sich intensiv der Pflege der Partnerschaft mit der Universität Dijon und übte das Amt des ERASMUS-Beauftragten aus. Dies führte dazu, dass er immer weniger publizierte.
In seiner gesamten Forschung arbeitete Gudian intensiv mit Quellen und stellte auf dieser Grundlage klassische Grundsätze der rechtsgeschichtlichen Forschung in Frage. So bezweifelte er in dem Aufsatz Gemeindeutsches Recht im Mittelalter? in der Veröffentlichungsreihe Ius Commune die bis dahin herrschende Meinung, dass es im Mittelalter ein einheitliches gemeindeutsches Recht gegeben habe. Dies begründete er mit der Analyse zahlreicher Gerichtsbücher und Rechtsquellen, anhand derer er zeigte, dass die bekannten Quellen nur Partikularrecht darstellten. Diese quellenbasierte Arbeitsweise gab er auch an seine mehr als vierzig Doktoranden weiter. Ihre Dissertationen machte er einem breiteren Publikum zugänglich durch die von ihm begründeten Publikationsreihen Rechtsbücherstudien und Gerichtsbücherstudien. Eine seiner letzten vor seinem Tod begonnenen Arbeiten war die Transkription von 5000 Schöffenprotokollen aus dem 15. Jahrhundert des Stadtgerichts der Reichsstadt Mühlhausen im Elsass, um sie für die Forschung zugänglich zu machen. Auch eine geplante Ausgabe von Urteilen des königlichen Kammergerichtes konnte durch Gudians Tod nicht mehr verwirklicht werden. Seine Untersuchung von 1976 zum mittelalterlichen Strafrecht, in der er anhand mittelrheinischer Quellen die These eines zweigleisigen Strafrechts aufgestellt hat, gilt als grundlegend. Der Rechtshistoriker Udo Kornblum nannte ihn seinen Freund.
In Gudians Studien werden keine großen Entwicklungslinien der Rechtsgeschichte aufgezeigt, sondern in mühevoller Arbeit viele lokale und regionale Quellen erschlossen und so die Regionalität und Lokalität des mittelalterlichen Rechts nachgewiesen. Neben der Rechtsgeschichte publizierte Gudian auch zum Bürgerlichen Gesetzbuch. Seine Aufsätze wurden beispielsweise im Archiv für die civilistische Praxis veröffentlicht und vom führenden Kurzkommentar Palandt zitiert. Seine rechtshistorischen Arbeiten wurden unter anderem im Handwörterbuch zur deutschen Rechtsgeschichte zitiert.
Gudian starb am 17. Juli 1993 durch Suizid in der Untersuchungshaft.

## Publikationen (Auswahl)
- Die Begründung in Schöffensprüchen des 14. und 15. Jahrhunderts. Ein Leitprinzip der Abfassung spätmittelalterlicher Schöffensprüche, Rinck, Darmstadt 1960.
- Ingelheimer Recht im 15. Jahrhundert  (= Untersuchungen zur deutschen Staats- und Rechtsgeschichte NF. Bd. 10). Scientia-Verlag, Aalen 1968.
- mit Hans-Jürgen Becker, Gerhard Dilcher, Ekkehard Kaufmann, Wolfgang Sellert (Hrsg.): Rechtsgeschichte als Kulturgeschichte. Festschrift für Adalbert Erler zum 70. Geburtstag. Unter Mitwirkung von Adolf Fink. Scientia, Aalen 1976, ISBN 3-511-09012-1.

Aufsätze (Auswahl)
- Ackerverlosung, in: Handwörterbuch zur deutschen Rechtsgeschichte, Band 1, 1. Auflage (in der zweiten Auflage Text mit Bernd Schildt).
- Zur rechtlichen Bedeutung der Formel »ane geverde« im Spätmittelalter, in: Zeitschrift der Savigny-Stiftung für Rechtsgeschichte, Germanistische Abteilung 82 (1965).
- Zur Funktion des spätmittelalterlichen Ortsgerichts, in: Gerhard Dilcher, Bernhard Diestelkamp (Hrsg.): Recht, Gericht, Genossenschaft und Policey. Studien zu Grundbegriffen der germanistischen Rechtshistorie. Symposion für Adalbert Erler, Berlin 1986.